# Edificio Ros Ferrer
El edificio Ros Ferrer está situado en la calle Quart número 14 de la ciudad de Valencia (España). Se trata de una edificación obra del arquitecto Salvador Galiana Araquistán.

## Edificio
Fue construido por el arquitecto valenciano Salvador Galiana Araquistán en el año 1891. Su estilo se enmarca dentro del eclecticismo arquitectónico de finales del siglo XIX. Cabe destacar el emplazamiento de este singular edificio en el barrio del Carmen, más alejado de otros edificios céntricos de similar estilo.
El edificio consta de planta baja y tres alturas. Destaca la ornamentación ecléctica de estilo medievalista en toda la fachada rematada en color granate y el mirador tripartito de la primera planta rematado en madera y decorado con cruces. Fue rehabilitado por el arquitecto Víctor Tatay Noguera.